# Protapanteles priapus
Protapanteles priapus är en stekelart som först beskrevs av Marie Clément Gaston Gautier och Cleu 1927.  Protapanteles priapus ingår i släktet Protapanteles och familjen bracksteklar. Inga underarter finns listade i Catalogue of Life.